# 桝田幸希
桝田 幸希（ますだ ゆき、1991年3月9日 - ）は、日本の女優、マルチタレント、元グラビアアイドル。
愛知県名古屋市出身。IWAプランニング所属。

## 来歴
デビュー当時の芸名である最上ゆきの芸名でグラビア・モデル活動し、ミスFLASH2011のセミファイナリストにも選ばれたことがある。
間宮夕貴改名後は映画『フィギュアなあなた』、『甘い鞭』と石井隆監督作品に2作続けて出演した。その他、多くの映画、舞台で活躍している。
2018年7月8日、自身のインスタグラムにおいて芸能事務所マールスを退所し、同時に、芸名を桝田幸希に改名。IWAプランニングに所属。

## 人物
身長163cm。B86・W59・H86。カップサイズはEカップ。YouTubeチャンネルで顔出し型ゲーム配信を行っており、特にApex Legends・地球防衛軍・VALRANTなどが多くされている。
趣味はお絵描きロジック、アニメ鑑賞など

## 出演

### 映画
間宮夕貴 名義
- フィギュアなあなた（2013年、石井隆監督） - 細木 役
- 甘い鞭（2013年、石井隆監督） - 主演・17歳の奈緒子 役
- ライヴ（2014年、井口昇監督）
- ちょっとかわいいアイアンメイデン（2014年、吉田浩太監督） - 小橋悠里 役
- GONIN サーガ（2015年、石井隆監督） - 森下順子 役
- オトナの恋愛事情（2016年、森川圭監督） - 冴子 役
- 屋根裏の散歩者（2016年、窪田将治監督） - 主演・黒木直子[5]
- 風に濡れた女（2016年、塩田明彦監督） - 主演・汐里 役
- ビジランテ（2017年、入江悠監督） - サオリ 役[6]
- のりおくんとまっきーにゃ（2016年、安藤光造監督） - まっきーにゃ 役
- サイモン＆タダタカシ（2018年、小田学監督） - マイコ 役
- ギフテッド フリムンと乳売り女（2018年、出馬康成監督） - 瑞慶覧悦子 役
- どうしようもない恋の唄（2018年、西海謙一郎監督） - レイコ 役

桝田幸希 名義
- TRAVERSE（2019年11月2日公開、岡田有甲監督） - 川島文子 役
- プラス・ワン（2020年11月27日公開、樋口幸之助監督） - ちあき 役
- 鼓動（2020年1月18日公開、品田誠監督） - 紗織 役
- 哀愁しんでれら（2021年2月18日公開、渡部亮平監督） - 山田真未 役
- 鍵（2022年6月25日公開、井上博貴監督） - 神田郁子 役
- TOKYO yancha BOYS episode1 departure（2022年10月22日公開、秋山純監督） - 西尾千鶴 役
- 妖獣奇譚 ニンジャVSシャーク（2023年4月14日公開、坂本浩一監督）
- 罪と悪（2024年2月2日公開、齊藤勇起監督）[7]
- 痴人の愛 リバース（2024年5月24日公開、宝来忠昭監督） - 主演・なおみ 役[8]

### 舞台
- 街角美人Girls Rocketeer（2013年1月24日 - 27日、中野ザ・ポケット） - 田口すみれ 役[9]
- 灰色の蝶（2013年12月17日 - 22日、下北沢Geki地下リバティ） - マユ 役[10]
- 人の類い、十二の亜種「月の兎」（2014年12月8日 - 14日、下北沢Geki地下リバティ） - ミウ 役[11]
- 迷探亭小南事件簿 -長い友との始まりに-（2015年1月14日 - 18日、萬劇場） - マリア 役[12]
- 英姿颯爽（2015年4月14日 - 19日、萬劇場） - 小春 役[13]
- ストックホルム（2018年1月23日 - 28日、赤坂 RED/THEATER）
- NINJA ZONE（2018年9月5日 - 5日、品川 六行会ホール） - 朱絹 役
- 放課後ビアタイム「6次会 ヘクトパスカルってなんですか。」（2019年6月8日、ステージカフェ下北沢亭）
- NINJA ZONE Ⅱ（2019年9月4日 - 8日、品川 六行会ホール） - 朱絹 役
- おかめはちもく（2021年5月16日 - 12日、新宿 サンモールスタジオ） - TVアナウンサー 役
- 上野動物園再々々襲撃（2022年6月22日 - 26日、東日本橋 A-Garage） - 北本菊子 役
- 萩家の三姉妹（2023年6月8日 - 12日、Air Studio） - 主演・萩 鷹子 役
- 書く女（2024年12月5日 - 9日、Air Studio） - 主演・樋口一葉 役
- 二人芝居「ふたりよがり」（2025年4月23日 - 27日、CONTE STAGE／安達健太郎プロデュース企画）
- 坂の上の家（2025年6月4日 - 8日、長田大史プロデュース） - 主演・直子 役
- Burbank <バーバンク> （2025年7月30日 - 8月3日、Yulirioプロデュース） - ZOY 役

### TV
- 金曜バラエティ（2009年12月25日、NHK総合）
- 全力坂（2010年4月22日・28日、テレビ朝日）
- お願い!ランキング 内コーナー「ベストカップUSA」（2010年6月9日、テレビ朝日）
- 埼京伝説（2011年9月、J:COMチャンネル）
- 今ちゃんの「実は…」（2012年7月25日、ABCテレビ）
- スッキリ!ラブコレ女子（2012年10月 - 12月、テレビ神奈川）
- 孤独のグルメ Season2 第11話 （2012年12月19日、テレビ東京）- 女性客4(間宮夕貴名義) 役
- めしばな刑事タチバナ（2013年4月 - 7月、テレビ東京） - 婦人警官 香織 役
- 私生活むきだしバラエティ「キリウリ$アイドル」（2014年、TOKYO MX）
- 文豪の食彩2（2014年12月6日、BSテレ東）
- 食の軍師 第5話（2015年4月29日、TOKYO MX） - とんかつ屋若女将 役
- コードネームミラージュ 第10話（2017年6月9日、テレビ東京）
- 闇の法執行人 5 （2017年9月2日、J:COMプレミアチャンネル）
- ぼくは愛を証明しようと思う。（2017年12月28日、テレビ朝日）
- モブサイコ100（2018年1月19日 - 4月6日、テレビ東京） - 槌屋 役
- 恋は湯けむりの中で（2024年1月26日、テレビ神奈川） - 三上渚 役

### オリジナルビデオ
間宮夕貴 名義
- 宇宙戦隊キュウレンジャー Episode of スティンガー（2017年10月25日発売、東映） - ミカ・レーツ 役

桝田幸希 名義
- 日本極道戦争 シリーズ（2019年3月25日 - 、オールイン エンタテインメント/ライツキューブ） - 木田財閥令嬢 木田美樹（市議会議員木田治夫の娘） 役
- ギーツエクストラ - 仮面ライダーパンクジャック（2023年） - カオル 役
- 王様戦隊キングオージャー IN SPACE（2024年） - アイハブ 役[14]

### WEB
- 制服美少女学園（デジタルアドベンチャー）
- エロカワビキニ（Show Time）
- 週刊.jp
- 今週のエヴァ飯
- Radio Eva

- Gyao@アイドルオンエア（2010年4月22日・6月1日）
- ニコ生＆USTREAM『間宮夕貴の拝啓、レバ刺し様』
- あっ!とおどろく放送局（Aircon TV） - ゲスト出演
- WALLOP（スマホ専用局）『桜あんりの下町日記』
- WALLOP（スマホ専用局）『桝田幸希 どこでもゆきます』[15]

- YouTube チャンネル『桝田幸希のどこでもゆきます』（女子旅チャンネル）  - 第1週・第3週 月曜日 午後7時

### 雑誌
- 週刊プレイボーイ（集英社）
- FLASH（光文社）
- SPA!（扶桑社）
- お宝袋Dash（晋遊舎）
- フライデー（講談社）
- 週刊ポスト 2020年5月22・29日号（小学館）[16]
- JACK ROSE[17] - ファッションモデルとして

### ラジオ
- エフエムさがみ『お笑いプレーオフtheRadio』 - 放送終了
- ぎふチャン『間宮夕貴のチンクルホイ』 - 放送終了
- ぎふチャン『桝田幸希のトークへゆきます』 - 毎週日曜日 午後3時15分より

## 作品

### イメージビデオ
最上ゆき 名義
- D-Live mix（2009年11月10日、369）
- Body Calling（2010年1月10日、369）
- Wings To Fly（2010年3月27日、369）
- Be mine（2010年5月30日、369）
- CAMERON DECORD Vol.1（2010年7月5日、369）（※ コラボ作品）
- Take a rest（2010年8月27日、オルスタックピクチャーズ）
- momi★ero（2010年10月7日、ソフトオンデマンド）（※ コラボ作品）
- Olive Girl （2011年1月25日、エアーコントロール）
- 支配妄想（2011年7月22日、イーネット・フロンティア）
- 転校生（2011年10月25日、エアーコントロール）
- 最上級に好き！（2012年3月25日、エアーコントロール）
- 妄想トリッパー（2012年8月23日、ギルド）[18]
- Wings To Fly 2022edition（2022年7月10日、369）（※ ブルーレイのみ）

間宮夕貴 名義
- 兄物語（2013年4月25日、エアーコントロール）
- 甘い棘〜toge〜（2014年1月10日、キングダム）
- 罠（2014年3月28日、キングダム）
- 幸せのカタチ（2014年12月18日、ギルド）
- Trip（2015年7月24日、竹書房）

### VR
- apartment Days! act1（2017年、ファンタスティカ）
- apartment Days! act2（2017年、ファンタスティカ）

## 書籍

### 写真集
間宮夕貴 名義
- 甘い鞭（2013年9月5日、角川書店）ISBN 978-4-04-110570-2
- Trip（2015年7月30日、竹書房）ISBN 978-4-8019-0391-3

桝田幸希 名義
- ミニフォトブック『AROUSAL』（2019年11月3日、IWAプランニング）
- 週刊ポストデジタル写真集『南の海で抱きしめて』（2020年5月11日、小学館）
- 写真集『JAKINA』（2020年10月4日、IWAプランニング）